# Баклунд-Цельсинг, Эльза Каролина
Э́льза Кароли́на Баклу́нд-Це́льсинг  (англ. Elsa Carolina Backlund-Celsing) — шведская художница, портретист, пейзажист. Работы художницы хранятся в Художественном музее Вестероса, в Национальном музее Швеции и в Русском музее Санкт-Петербурга.

## Биография
Эльза Каролина Баклунд родилась 25 марта 1880 года в семье Ульрики Катарины Видебек (швед. Ulrika Catharina Widebeck) и профессора Оскара Баклунда, астронома, академика Петербургской АН. Отец Эльзы родился в Швеции и в 1876—1879 работал астрономом-наблюдателем Дерптской обсерватории, а в 1879—1887 — адъюнкт-астроном Пулковской обсерватории. Старший брат Эльзы Баклунд, Хельге Баклунд (швед. Helge Backlund) — геолог, почетный член Российской Академии Наук.
Так как семья сохранила тесные связи с Швецией, школу Эльза посещала в городе Стренгнес и в Россию вернулась только после окончания школы, в 15 лет.
Училась в Санкт-Петербурге у Яна Францевича Ционглинского и Ильи Репина, затем у Андерса Цорна в Муре в провинции Даларна, Швеция, и у Эжена Каррьера в Париже. С целью учёбы посетила, в частности, такие страны, как Германия, Италия, Франция (1903), Голландия, Бельгия, северная Африка (1950).
6 октября 1912 года Эльза Баклунд вышла замуж за Ульрика Фредрика Адольфа Хюго Цельсинга (швед. Ulrik Fredrik Adolf Hugo Celsing) и взяла двойную фамилию Баклунд-Цельсинг. Эльза Баклунд-Цельсинг с мужем жили в Швеции. У них родилось трое сыновей: в 1913 году Густаф, в 1914 году Андерс и в 1916 Ларс, умерший в младенчестве.
Эльза Баклунд-Цельсинг умерла 19 апреля 1974 года в городе Вестерос в возрасте 94 лет.

## Наследие

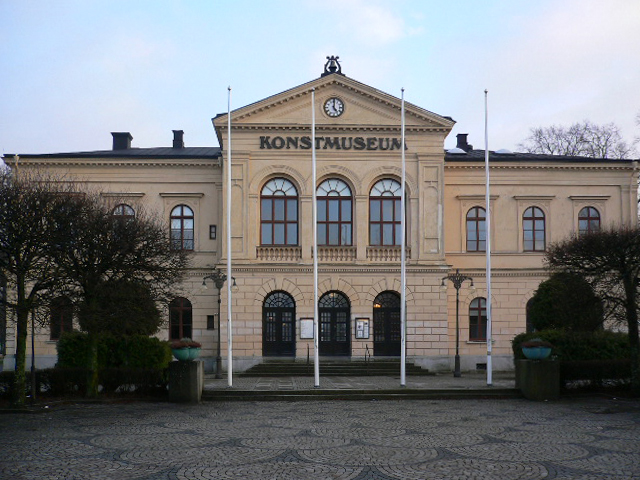
Художественный музей Вестерос, в котором хранятся некоторые работы художницы.

Работы Эльзы Баклунд-Цельсинг хранятся в Художественном музее Вестероса, в Национальном музее Швеции, и в музее провинции Вермланд в городе Карлстад, в других музеях Швеции и в частных коллекциях. Её работы есть и в Русском музее Санкт-Петербурга, в Пулковской обсерватории, а одна из работ, «Пряха», — в художественном музее Днепра, Украина.

## Выставки
- 1904—1913: Санкт-Петербург и Москва, ежегодно;
- 1905: Сент-Луис, США;
- 1906: Париже, Венеция, Лондон, Берлин вместе с турне русского искусства Сергея Дягилева;
- 1914: Балтийская выставка, Мальмё, Швеция;
- 1915: Сан-Франциско, США;
- 1917: Хельсингборг, Швеция;
- 1920: США;
- 1920: Копенгаген;
- 1938: Стокгольм, ретроспективная выставка в Художественной академии;

а также множество выставок в разных городах в Швеции.

## Награды
- 1905: Серебряная медаль в Сент-Луисе, США
- 1915: Золотая медаль в Сан-Франциско, США